# Compsobuthus afghanus
Espèce
Compsobuthus afghanus est une espèce de scorpions de la famille des Buthidae.

## Distribution
Cette espèce est endémique d'Afghanistan. Elle se rencontre vers Henğān.

## Description
La femelle holotype mesure 49,3 mm.

## Étymologie
Son nom d'espèce lui a été donné en référence au lieu de sa découverte, l'Afghanistan.

## Publication originale
- Kovařík & Ahmed, 2007 : « Two New Species of the Genus Compsobuthus Vachon, 1949 from Afghanistan and Pakistan (Scorpiones: Buthidae). » Euscorpius, no 53, p. 1-6 (texte intégral).